# Guachimán (anglicismo)

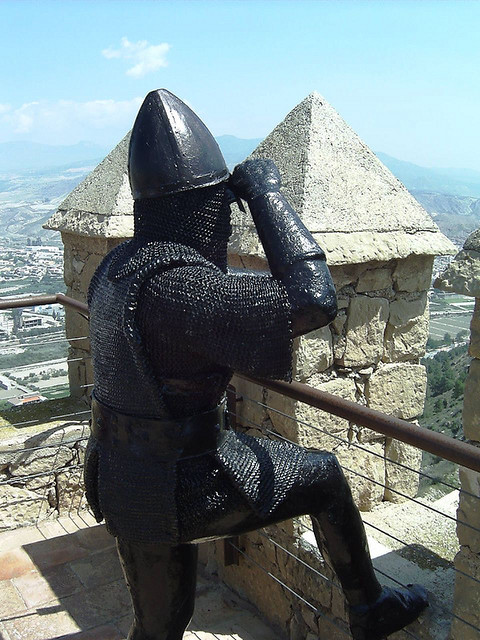
Guachimán en el Castillo de Lorca.

El vocablo guachimán, así como sus variantes registradas según el Diccionario de americanismos —guáchiman, wachimán, huachimán, guachimango y el calco watchman—, junto con los apócopes guachi o huachi, también cuenta con una versión femenina formada mediante la adición de una «a» al final, como guachimana. Es un término adoptado en diversas regiones hispanohablantes con distintas formas de escritura. Proviene del inglés watchman, derivado de to watch (‘mirar’) y man (‘hombre’), y designa a la persona encargada de vigilar y custodiar un lugar o una propiedad.

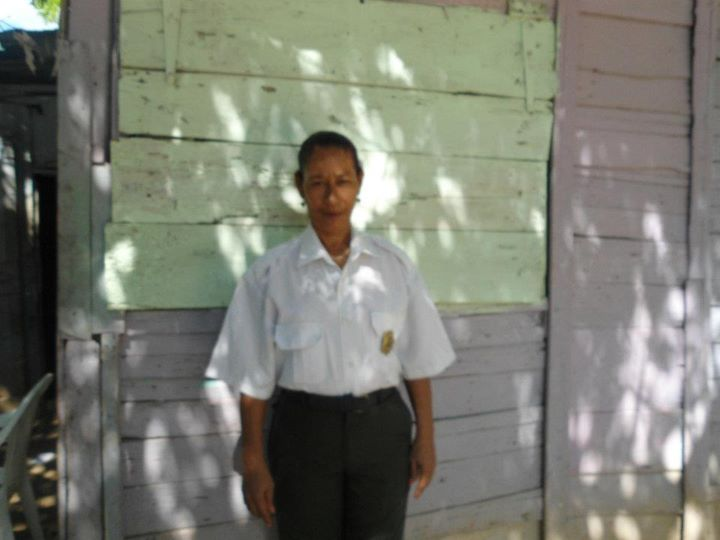
Una guachimana en San Pedro de Macorís, República Dominicana.

## En la cultura
La figura del guachimán ha sido representada en diversos medios de comunicación, especialmente en la televisión. Ha aparecido tanto en programas humorísticos como en series de ficción relacionadas con la seguridad urbana. Ejemplos destacados incluyen la película peruana El guachimán, inspirada en la novela El guachimán y otras historias del escritor peruano Luis Nieto Degregori y la serie Mi amor, el wachimán. Asimismo, el término ha sido utilizado como sobrenombre, como en el caso del actor colombiano Luis Ferro, conocido como El guachimán por su participación de vigilante en Sábados Felices, y en el personaje de Félix Panduro, un guachimán en la serie Al fondo hay sitio, interpretado por el actor peruano Carlos Solano.
El término también ha tenido presencia en la música, como en la canción Guachimán de la banda peruana Sarita Colonia y Guachimán de tu amor del dominicano Bonny Cepeda. Además, ha sido utilizado en el ámbito periodístico, como en el caso del grupo de investigación El Guachimán Electoral, un proyecto integrado por los medios venezolanos Tal Cual, Runrunes y El Pitazo.